# Lentilky

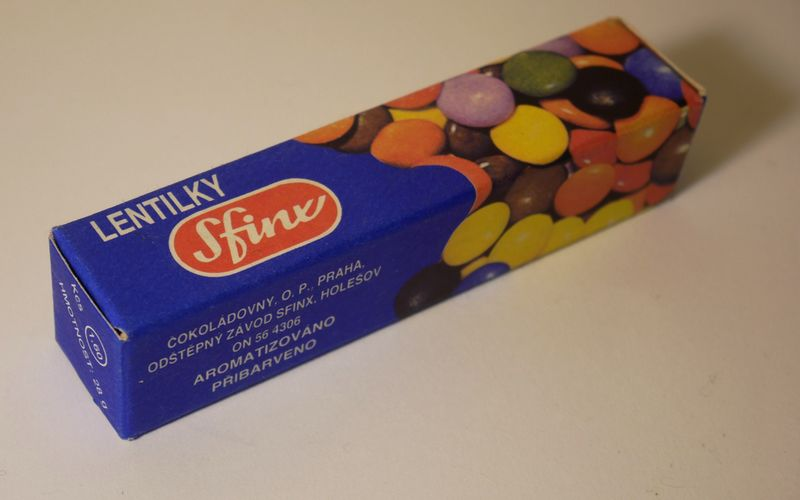
Nejčastější balení lentilek (28 g), obal z doby ČSSR

Lentilky jsou čokoládové bonbóny ve tvaru pravidelné čočky s různobarevným cukrovým potahem. Lentilky v českých zemích vyráběla od roku 1907 firma Kneisl (od roku 1949 nový název firmy Sfinx; od roku 1992 součást koncernu Nestlé) v Holešově.
České barevné lentilky se začaly vyrábět v roce 1907, tedy dříve než například konkurenční Smarties (poprvé až v roce 1937), M&M's (1941), Skittles (1974) nebo Reese's Pieces (1978). Výroba lentilek v Česku byla ukončena v roce 2021 a přesunuta do Hamburku.

## Vzhled a výroba
V Česku a na Slovensku jsou tyto výrobky známy pod tradičním názvem Lentilky, napovídajícím jejich tvar (francouzskému lentille či anglickému lentil odpovídá český výraz čočka). V ostatních zemích se prodávají podobné výrobky pod názvem Smarties. I když některé druhy Smarties vyrábí stejná firma jako Lentilky, Lentilky se liší o něco menším tvarem, který mají více zploštělý po krajích, obsahují tedy menší podíl mléčné čokolády, protože mají větší podíl cukrové krusty.
Výrobní proces českých lentilek trval více než osm hodin, čokoládu do výroby dodával olomoucký závod Zora (dnes pod skupinou Nestlé vyrábí čokolády Orion). Lentilky se vyráběly i v limitovaných edicích, v 80. letech například tzv. Mintelky v bílé a růžové barvě s mátou a hořkou čokoládou, na Vánoce pak vycházely zimní edice namíchané pouze s bílou, červenou a zelenou barvou.

## Přesunutí výroby
Od dubna 2021 převzala výrobu Lentilek továrna Nestlé v Hamburku. Důvody měly být jednak ekologické, totiž že v závodě Sfinx nebyla technologie, která by umožnila nahradit plastové součásti obalu lentilek papírovými (plastová víčka papírového obalu lentilek u balení 60g a 150g válcového tvaru ovšem zavedla společnost Nestlé, původním obalem Lentilek byla celopapírová krabička v podobě protáhlého hranolu). 
Dalším důvodem je „harmonizace“ (slučování receptury) se značkou čokoládových bonbonů Smarties, které jsou celosvětově známější. Smarties se v Hamburku vyrábějí od roku 1965. V Holešově nicméně i nadále probíhá balení nejmenší a nejpopulárnější 28gramové varianty lentilek.

## Složení
Lentilky původně obsahovaly: 53% mléčné čokolády, koncentrát spiruliny, rostlinné koncentráty (světlice barvířská, citron, mrkev, ředkev), cukr, rostlinné tuky (palmový a Shea), leštící látky, rýžový škrob a přírodní aroma. 
Od roku 2021 obsahují Lentilky 65% čokolády, méně cukru a navíc také pšeničnou mouku a sladový výtažek z ječmene, produkt již tedy není bezlepkový.